# Pašvitinys
Pašvitinys är en ort i Litauen. Den ligger i den norra delen av landet, 190 km nordväst om huvudstaden Vilnius. Pašvitinys ligger 53 meter över havet och antalet invånare är 440.
Terrängen runt Pašvitinys är mycket platt. Runt Pašvitinys är det ganska glesbefolkat, med 23 invånare per kvadratkilometer. Närmaste större samhälle är Joniškis, 15,3 km nordväst om Pašvitinys. Trakten runt Pašvitinys består till största delen av jordbruksmark.